# Charlotte Amalie de Hesse-Kassel
Charlotte Amalie de Hesse-Kassel (27 aprilie 1650 – 27 martie 1714) a fost regină consort a Danemarcei și Norvegiei ca soție a regelui Christian al V-lea al Danemarcei.
1. ↑  IdRef, accesat în 22 mai 2020